# Vampire Weekend (musikalbum)
Vampire Weekend är det självbetitlade debutalbumet av det amerikanska indierockbandet Vampire Weekend. Albumet släpptes 30 januari 2008.

## Låtlista
1. "Mansard Roof" - 2:07
2. "Oxford Comma" - 3:15
3. "A-punk" - 2:17
4. "Cape Cod Kwassa Kwassa" 3:34
5. "M79" - 4:15
6. "Campus" - 2:56
7. "bryn" - 2:13
8. "One (Blake's Got a New Face)" - 3:13
9. "I Stand Corrected" - 2:39
10. "Walcott" - 3:41
11. "The Kids Don't Stand a Chance" - 4:03